# مجتبی شیری (زاده ۱۳۶۸)
مجتبی شیری (زادهٔ ۲۴ بهمن ۱۳۶۸ - قم) یک مهاجم فوتبال ایرانی است.